# Batarà ondulat
El batarà ondulat (Frederickena unduliger) és una espècie d'ocell de la família dels tamnofílids (Thamnophilidae).

## Hàbitat i distribució
Habita el sotabosc de la selva pluvial a les terres baixes fins als 500 m, a l'est i sud-est del Perú, nord-oest de Bolívia i nord-oest del Brasil.